# Mariscal Sháposhnikov (1985)
El Mariscal Sháposhnikov (en ruso: Маршал Ша́пошников, romanizado: Marshal Sháposhnikov) es un destructor de clase Udaloy (de «Grandes buques anti-submarinos») de la Armada de Rusia.
Su nombre se debe al mariscal de la Unión Soviética Borís Mijáilovich Sháposhnikov.
Originalmente parte de la Armada de la Unión Soviética, pasó a la Armada de Rusia tras la disolución de la URSS. Está encuadrado en la Flota del Pacífico rusa.

## Historial de servicio

### Armada soviética
El buque fue botado desde el astillero Yantar de Kaliningrado el 27 de diciembre de 1984. Sería comisionado el 30 de diciembre de 1985, convirtiéndose en uno de los destructores más modernos de la Armada Soviética.
El 2 de febrero de 1986 fue asignado a la Flota del Pacífico soviética al igual que varios de los destructores de su clase. No llegaría hasta Vladivostok hasta el 26 de diciembre de 1987, tras un viaje comenzado el 1 de octubre del mismo año y que cruzó la ruta del cabo de Hornos en la que realizó escalas intermedias en Luanda (República Popular de Angola), Gan Maputo (República Popular de Mozambique), Victoria (República de Seychelles), Bombay (India) y Cam Ranh (República Socialista de Vietnam).
En 1990 fue uno de los buques asignados a acudir a la República Democrática Popular de Etiopía para evacuar a ciudadanos soviéticos en los últimos compases de la guerra civil etíope.

### Armada rusa
Tras la disolución de la Unión Soviética, quedó asignado a la Flota del Pacífico de la restaurada Armada de Rusia y, al igual que muchos otros buques, sufrió la bajada presupuestaria de la nueva armada rusa en comparación a los años soviéticos. Justo en 1992 debió ser sometido a una serie de revisiones y reparaciones que se extendieron por dos ños en el astillero Dalzavod de Vladivostok.
En 2003, como parte de las nuevas relaciones entre Rusia y Estados Unidos tras la firma del Tratado de Reducciones de Ofensivas Estratégicas, el Mariscal Sháposhnikov visitó el puerto de Pearl Harbor (Hawái, EE. UU.), al año siguiente visitó Kure (Japón) y en 2006 el puerto de Apra (Guam).
En 2009 tuvo que ser reparado después de que el 17 de septiembre de 2008 se produjera un incendio en la sala de máquinas por una fuga de combustible durante unos ejercicios en el Mar del Japón. El incidente mató a dos marineros de la tripulación del destructor.
Fue desplegado en 2010 como parte de operaciones para combatir la piratería de la costa de Somalia iniciadas por la Armada de Rusia el año anterior en el golfo de Adén. Durante estas operaciones es destacable el rescate del petrolero Universidad de Moscú, operación por la que 17 miembros de la tripulación fueron condecorados.
De 2012 a 2013, el Mariscal Sháposhnikov realizó operaciones antipiratería en el océano Índico.
En 2016 comenzó un proceso de modernización que, debido a fallos en algunas pruebas hicieron que se dilatase hasta finales de 2020, añadiéndole una serie de sistemas modernos al buque de la década de los 80. El 10 de julio de 2020 realizó las pruebas definitivas en alta mar en el mar del Japón.
El 27 de abril de 2021 volvió a ser asignado oficialmente a la Flota del Pacífico rusa. A partir de los ejercicios de la flota del verano de 2021, el Mariscal Sháposhnikov pudo probar todos sus sistemas y armamento nuevo.
En unos ejercicios el 12 de febrero de 2022, el destructor detectó a un submarino estadounidense Clase Virginia mientras realizaba ejercicios militares cerca de las Islas Kuriles, en un territorio disputado entre Rusia y Japón.
En 2023, en medio de las críticas y teorías sobre el papel de Corea del Norte en la invasión rusa de Ucrania, el líder norcoreano, Kim Jong-un, visitó el Mariscal Sháposhnikov durante la cumbre bilateral de Corea del Norte y Rusia.
En marzo de 2024 el modernizado destructor fue exhibido en DIMDEX (en inglés: Doha International Maritime Defence Exhibition & Conference) en Doha (Catar). Tras la exhibición, el buque cruzó el canal de Suez rumbo al Mediterráneo, en un contexto de tensión con Israel (inmerso en la guerra de Gaza) tras el bombardeo al convoy de World Central Kitchen. Las autoridades rusas se limitaron a expresar que el destructor «cumplirá sus tareas asignadas», sin referirse si estas eran acudir a la Base naval de Tartús (República Árabe Siria), unirse a la escuadra permanente del Mediterráneo u otra tarea.